# Кларк, Маргерит
Маргерит Кларк (англ. Marguerite Clark; 22 февраля 1883 — 25 сентября 1940) — американская актриса, звезда немого кино.
Родилась на ферме в Огайо в 1883 году. В 12-летнем возрасте была отдана в католическую школу в Цинциннати, чтобы завершить образование. В 16 лет Кларк бросила школу, преследуя мечту стать актрисой. Первоначально она присоединилась к одной из театральных трупп Новой Англии, где добившись первого успеха отправилась в Нью-Йорк, получив признание публики и критиков за участие в ряде бродвейских постановок. В 1914 году в возрасте 31 года Маргерит Кларк дебютировала в кино. В последующие семь лет актриса была довольно востребована на большом кране, прославившись ролями в фильмах «Принц и нищий» (1915), «Белоснежка» (1916) и «Хижина дяди Тома» (1918).
В 1918 году Кларк вышла замуж за бизнесмена Гарри Палмерстона Уильямса, а спустя три года завершила свою актёрскую карьеру, уединившись с супругом в их усадьбе в Новом Орлеане. После смерти мужа в авиакатастрофе в 1936 году она вернулась в Нью-Йорк, где жила вместе со своей сестрой Корой. 20 сентября 1940 года актриса была госпитализирована с пневмонией, а спустя пять день скончалась в возрасте 57 лет. Маргерит Кларк была кремирована и погребена рядом с мужем в Новом Орлеане. За свой вклад в киноиндустрию США актриса удостоена звезды на голливудской «Аллее славы».

## Фильмография
| Год  |     | Русское название        | Оригинальное название                          | Роль                             |
| ---- | --- | ----------------------- | ---------------------------------------------- | -------------------------------- |
| 1914 | ф   | Дикий цветок            | Wildflower                                     | Летти Робертс                    |
| 1914 | ф   | Суровое испытание       | The Crucible                                   | Джин                             |
| 1915 | ф   | —                       | The Goose Girl                                 | Гретчен                          |
| 1915 | ф   | —                       | Gretna Green                                   | Долли Эрскайн                    |
| 1915 | ф   | Хорошенькая сестра Хосе | The Pretty Sister of Jose                      | Пепита                           |
| 1915 | ф   | Семь сестёр             | The Seven Sisters                              | Майси                            |
| 1915 | ф   | —                       | Helene of the North                            | Хелен Диринг                     |
| 1915 | ф   | —                       | Still Waters                                   | Неста                            |
| 1915 | ф   | Принц и нищий           | The Prince and the Pauper                      | принц Эдвард / Том Кенти         |
| 1916 | ф   | —                       | Mice and Men                                   | Пегги                            |
| 1916 | ф   | —                       | Out of the Drifts                              | Элиз                             |
| 1916 | ф   | —                       | Molly Make-Believe                             | Молли                            |
| 1916 | ф   | —                       | Silks and Satins                               | Фелисити                         |
| 1916 | ф   | —                       | Little Lady Eileen                             | Эйлин Кавано                     |
| 1916 | ф   | —                       | Miss George Washington                         | Бернис Сомерс                    |
| 1916 | ф   | Белоснежка              | Snow White                                     | Белоснежка                       |
| 1917 | ф   | —                       | The Fortunes of Fifi                           | Фифи                             |
| 1917 | ф   | Девушка Валентинова дня | The Valentine Girl                             | Мэрион Морган                    |
| 1917 | ф   | —                       | The Amazons                                    | лорд Томми                       |
| 1917 | ф   | Дневник Бэб             | Bab’s Diary                                    | Бэб Арчибальд                    |
| 1917 | ф   | Бэб-взломщик            | Bab’s Burglar                                  | Бэб Арчибальд                    |
| 1917 | ф   | —                       | Bab’s Matinee Idol                             | Бэб Арчибальд                    |
| 1917 | ф   | —                       | The Seven Swans                                | принцесса Твидлиди               |
| 1918 | ф   | Богач, бедняк           | Rich Man, Poor Man                             | Бетти Уинн                       |
| 1918 | ф   | Прунелла                | Prunella                                       | Прунелла                         |
| 1918 | ф   | Хижина дяди Тома        | Uncle Tom’s Cabin                              | Топси                            |
| 1918 | ф   | —                       | Out of a Clear Sky                             | графиня Селест де Берсек-и-Кримм |
| 1918 | кор | —                       | The Biggest and the Littlest Lady in the World | юная леди                        |
| 1918 | ф   | —                       | Little Miss Hoover                             | Энн Крэддок                      |
| 1919 | ф   | —                       | Mrs. Wiggs of the Cabbage Patch                | милая Мэри                       |
| 1919 | ф   | Трое мужчин и девушка   | Three Men and a Girl                           | Сильвия Уэстон                   |
| 1919 | ф   | —                       | Let’s Elope                                    | Элоиз Фаррингтон                 |
| 1919 | ф   | —                       | Come Out of the Kitchen                        | Клодия Дейнджерфилд              |
| 1919 | ф   | —                       | Girls                                          | Памела Гордон                    |
| 1919 | ф   | —                       | Widow by Proxy                                 | Глория Грей                      |
| 1919 | ф   | —                       | Luck in Pawn                                   | Аннабель Ли                      |
| 1919 | ф   | —                       | A Girl Named Mary                              | Мэри Хили                        |
| 1920 | ф   | —                       | All of a Sudden Peggy                          | Пегги О’Хара                     |
| 1920 | ф   | —                       | Easy to Get                                    | Молли Морхаус                    |
| 1921 | ф   | —                       | Scrambled Wives                                | мисс Мэри Люсиль Смит            |